# Reacher (série de televisão)
Reacher é uma série de ação norte-americana criada e roterizada por Nick Santora para a Amazon Prime Video. Baseada nos livros de Jack Reacher escritos por Lee Child, é estrelada por  Alan Ritchson, como o personagem título, um é um ex-policial militar que enfrenta criminosos perigosos ao longa das viagens.
A primeira temporada estreou no dia 4 de fevereiro de 2022 na plataforma de streaming Prime Video e foi baseada no bestseller internacional de estreia de Child, Dinheiro Sujo de 1997. A segunda temporada foi confirmada apenas 3 dias depois da estreia.
A segunda temporada, baseada no 11º livro da franquia,  Bad Luck and Trouble,  estreou no dia 15 de dezembro de 2023. No dia, foram liderados os primeiros três episódios e o lançamento dos demais semanalmente.
A terceira temporada estreou no dia 20 de fevereiro de 2025 também no Prime Video. Os episódios da terceira temporada da série são baseados no sétimo livro da série de Lee Child, Persuader, em que Reacher deve se disfarçar para resgatar um informante mantido por um inimigo de seu passado.

## Sinopse
Jack Reacher, um ex-policial militar do exército dos EUA, visita a fictícia cidade rural de Margrave, Geórgia, onde é preso por assassinato que não cometeu. Depois de libertado, junta-se a Oscar Finlay e Roscoe Conklin para investigar uma enorme conspiração com policiais corruptos, políticos e empresários.

## Elenco

### Principal
- Alan Ritchson como Jack Reacher[2], um condecorado ex-major da polícia militar e andarilho do exército dos EUA. Maxwell Jenkins interpreta o jovem Reacher.
- Malcolm Goodwin como Oscar Finlay[2], um capitão da polícia e detetive-chefe de Margrave, anteriormente um detetive em Boston
- Willa Fitzgerald como Roscoe Conklin[2], uma policial em Margrave que se junta a Reacher e Finlay em sua investigação
- Chris Webster como KJ[2], o  Sr. Kliner
- Bruce McGill como Grover Teale[2], prefeito corrupto de Margrave e chefe de polícia interino
- Maria Sten como Frances Neagley[2], uma detetive particular e ex-investigadora do exército que era membro do esquadrão da polícia militar de Reacher

### Recorrente
- Willie C. Carpenter como Mosley[2], um barbeiro idoso e residente de longa data de Margrave
- Harvey Guillén como Jasper[2], médico legista de Margrave
- Gavin White e Christopher Russell como Joe Reacher, um agente do Serviço Secreto e irmão mais velho de Reacher. White interpreta o jovem Joe e Russell interpreta o personagem como um adulto.
- Leslie Fray como Josephine Reacher, mãe de Reacher
- Matthew Marsden como Stan Reacher, pai de Reacher
- Hugh Thompson como Baker[2], um oficial corrupto de Margrave
- Jonathan Koensgen como Stevenson, um oficial de Margrave e primo de Paul Hubble
- AJ Simmons como Dawson, sobrinho e executor de Kliner
- Marc Bendavid como Paul Hubble[2], um banqueiro fortemente armado para ajudar um anel de falsificação
- Patrick Garrow como Spivey, um agente penitenciário corrupto
- Kristin Kreuk como Charlene "Charlie" Hubble[2], esposa de Paul
- Currie Graham como Sr. Kliner[2], o dono das Indústrias Kliner
- Martin Roach como Picard, um agente do FBI e velho amigo de Finlay

### Convidado
- Lara Jean Chorostecki como Molly Beth Gordon, uma agente do Serviço Secreto que estava envolvida com Joe Reacher.[7]

## Episódios
| N.º | Título                                               | Dirigido por    | Escrito por     | Exibição original      |
| --- | ---------------------------------------------------- | --------------- | --------------- | ---------------------- |
| 1 | "Welcome to Margrave" "Bem-vindo a Margrave(BR)"     | Thomas Vincent  | Nick Santora    | 4 de fevereiro de 2022 |
| À meia-noite, um homem mais tarde identificado como Pete Jobling é morto a tiros nos arredores de Margrave, Georgia. Na manhã seguinte, Jack Reacher chega em um ônibus da Greyhound e caminha até a cidade, onde é preso em uma lanchonete pelo assassinato. Ele é enviado para ser mantido na prisão local com Paul Hubble, um banqueiro que falsamente confessou o assassinato. Spivey, um guarda corrupto, coloca-os com a população em geral, onde Reacher brutalmente frustra um atentado contra suas vidas. Hubble explica que confessou ter se encoberto por uma organização criminosa que teria matado ele e sua família. Após ser solto, Reacher é verbalmente ameaçado na cidade pelo filho do empresário local Kliner. Quando ele volta mais tarde para a delegacia, ele é informado sobre um segundo assassinato. No necrotério, uma discussão sobre o recente assassinato e outra no início da semana o leva a identificar a primeira vítima como seu irmão mais velho, Joe. |                                                      |                 |                 |                        |
| 2 | "First Dance" "Prato Cheio (BR)"                     | Sam Hill        | Scott Sullivan  | 4 de fevereiro de 2022 |
| Reacher se junta a Finlay, o capitão da polícia local, e um policial chamado Roscoe para investigar o assassinato de seu irmão e o recente desaparecimento do Hubble após sua libertação da custódia. O chefe de Finlay, Ed Morrison, é horrivelmente assassinado em sua casa; Reacher deduz que foi morto por não cuidar do Hubble. O prefeito, Grover Teale, ele mesmo sujo, assume como chefe de polícia e ordena que Finlay conduza uma investigação falsa sobre a morte de Morrison. O amigo de Finlay, agente do FBI Picard, concorda em levar a esposa e os filhos do Hubble sob custódia protetiva não oficial. Reacher marca uma reunião com Spivey, mas é emboscado por dois ex-soldados sul-americanos, permitindo que Spivey escape. Roscoe então o leva a um bar, onde Reacher começa a se abrir sobre seu passado. Enquanto dirigem para casa, eles descobrem que a estrada é lavada e são forçados a passar a noite dormindo no mesmo quarto de motel. |                                                      |                 |                 |                        |
| 3 | "Spoonful" "Prato Cheio (BR)"                        | Stephen Surjik  | Aadrita Mukerji | 4 de fevereiro de 2022 |
| Roscoe volta para casa para encontrar evidências de uma invasão; por insistência de Reacher, ela lhe dá uma arma. O grupo entra em contato com a colega de Joe, Molly Beth, no Serviço Secreto, sabendo que Joe estava em Margrave em uma missão confidencial para investigar relatos de falsificação em larga escala. Reacher intimida um dos advogados de Kliner por informações sobre Jobling enquanto Finlay verifica a casa de Spivey em busca de pistas e é espancado pela polícia depois que eles o confundem com um ladrão. Os dois homens então visitam Kliner pessoalmente. Kliner afirma que não sabe de nada e faz ameaças para desistir da investigação. Reacher convence Roscoe e Finlay a sair de suas casas temporariamente. Enquanto compra suprimentos, Roscoe é abordada pelo filho de Kliner, KJ, que a avisa que Reacher é um assassino. O próprio Reacher é novamente emboscado pelos ex-soldados, mas desta vez consegue matá-los. Ele então encontra o corpo de Spivey no porta-malas do carro. |                                                      |                 |                 |                        |
| 4 | "In a Tree" "Pista (BR)"                             | Christine Moore | Cait Duffy      | 4 de fevereiro de 2022 |
| Depois de se encontrar com Finlay, Reacher leva Roscoe para ajudá-lo a se livrar dos corpos. Ele também revela a verdade por trás do aviso de KJ: enquanto servia no Iraque, Reacher matou três civis que estavam abusando sexualmente de um grupo de garotos. Depois que as provas são largadas em um aeroporto de Atlanta, Reacher paga por um quarto de hotel e ele e Roscoe acabam transando naquela noite. No dia seguinte, eles visitam a casa de um ex-funcionário da Kliner e encontram caixas vazias de ar condicionado que os suspeitos da Reacher foram usadas para mover o dinheiro falso. Picard dá-lhes uma pista sobre o motel joe ficou antes de ser morto; Reacher encontra um bilhete escondido antes que ele e Roscoe sejam atacados por mais mercenários. Roscoe salva a vida de Reacher, e Reacher admite que ele se colocou em perigo para protegê-la. Molly Beth chega em Atlanta com os arquivos de Joe sobre o caso, mas alguém a mata e rouba os arquivos segundos antes de Reacher encontrá-la. |                                                      |                 |                 |                        |
| 5 | "No Apologies" "Sem Desculpas (BR)"                  | Norberto Barba  | Scott Sullivan  | 4 de fevereiro de 2022 |
| Sentindo-se culpado pelo assassinato de Molly Beth, Reacher tira sua frustração atacando KJ depois que ele vandaliza o caminhão de Roscoe. Kliner se recusa a prestar queixa. Roscoe descobre que Teale a demitiu por "subpar" o trabalho policial. Desesperado por novas pistas, Reacher encontra uma chave e tronco deixados pelo falecido ex-chefe de Roscoe, Gray, contendo pesquisas que confirmam as suspeitas de Reacher de que Margrave é o coração da operação de falsificação de Kliner, mas sem nenhuma evidência útil. Viajando para Memphis, Reacher se encontra com seu antigo camarada, o detetive particular Frances Neagley, para encontrar um assassino que possa ter sido o assassino de Joe. Depois que Roscoe soca Teale ao saber que ele matou Gray, Finlay a tira da cidade fazendo-a substituir Picard como guarda-costas da família Hubble. Reacher e Neagley sobrevivem a um atentado contra suas vidas por um policial desesperado de Memphis cuja família foi ameaçada. Finlay invade o escritório de Kliner só para descobrir que Kliner acabou de ser morto. |                                                      |                 |                 |                        |
| 6 | "Papier" "Papel (BR)"                                | Omar Madha      | Aadrita Mukerji | 4 de fevereiro de 2022 |
| Finlay e Reacher seguem um dos caminhões de Kliner. Finlay diz a Reacher que a verdadeira razão pela qual ele veio para Margrave não foi devido ao divórcio, mas porque sua esposa Sharon morreu após uma longa doença. Depois de encontrar o caminhão vazio, Reacher vai para Nova York para se encontrar com um dos contatos de Joe, a professora Kate Castillo, tendo descoberto que outro contato havia sido assassinado sob o pretexto de ser assaltado. Ele determina que Kliner estava enviando dinheiro falso para um cliente na Venezuela, usando "super contas" feitas a partir do papel especializado usado na impressão de dólares. Assassinos encontram a família de Roscoe e Hubble, mas Roscoe despacha os dois homens na floresta. Enquanto esperava por Picard, a esposa de Hubble, Charlie, compartilha os detalhes de seu envolvimento com Kliner, explicando que Paul foi enganado para lavar dinheiro e foi forçado a ver um homem ser crucificado para garantir sua lealdade. Reacher providencia para Castillo obter proteção policial e usa sua gravata para estrangular um assassino enviado para matá-la. |                                                      |                 |                 |                        |
| 7 | "Reacher Said Nothing" "Reacher Não Disse Nada (BR)" | Lin Oeding      | Scott Sullivan  | 4 de fevereiro de 2022 |
| O policial Stevenson e sua esposa grávida são assassinados por um esquadrão de ataque em busca de informações sobre a família Hubble. Teale demite Finlay sob um pretexto na manhã seguinte. Reacher finge confiar no último oficial de Margrave, Baker (que Reacher acredita ser corrupto), compartilhando um plano falso para revistar a casa de Hubble. Finlay vai pessoalmente informar os pais de Stevenson de sua morte. O esquadrão vai para a casa do Hubble, planejando matar Reacher, mas ele prende e mata todos, incluindo o sobrinho de Kliner, Dawson. Baseado nas informações que ele reuniu, ele percebe que Kliner estava branqueando notas de 1 dólar para conseguir que o papel precisasse imprimir seu dinheiro. Reacher conversa com Roscoe, que compartilha sua descoberta com Picard. Reacher ajuda Finlay a fugir de mercenários que o rastreiam até seu motel devido à sua visita aos Stevensons. Reacher e Finlay voltam para a casa de Jobling, que foi queimada até o chão. Eles vasculham a casa dos pais de Jobling e encontram caixas de notas falsas. Eles marcam um encontro com Picard, mas quando eles chegam, Picard está esperando com KJ e Teale. |                                                      |                 |                 |                        |
| 8 | "Pie" "Torta (BR)"                                   | MJ Bassett      | Nick Santora    | 4 de fevereiro de 2022 |
| Revelando-se o único por trás de todos os assassinatos, KJ mostra a Reacher uma transmissão ao vivo de um Roscoe cativo, e envia ele e Picard para encontrar Hubble. Reacher engana Picard para parar para consertar um pneu e atira nele; Picard é capaz de escapar. Reacher imediatamente encontra Hubble, que revela que estava trabalhando com Joe e Jobling (que temiam que ele fosse assassinado por roubar notas falsas) para parar a operação de Kliner. Finlay está sendo torturado na delegacia; Reacher mata Baker, e liberta Finlay. Neagley chega, e Reacher recolhe armas e incendia a fábrica de Kliner com gasolina. Picard ataca Finlay, que consegue matá-lo com uma prensa hidráulica. Roscoe subjuga e algema Teale antes de matá-lo. Enquanto o armazém queima, Reacher espirra KJ com produtos químicos inflamáveis e o chuta para o fogo. Um flashback revela como a mãe de Reacher morreu após uma longa doença e deu a Reacher o Croix de Guerre de seu avô francês. Roscoe dá o número de Reacher e diz para ligar para ela se ele quiser e diz que planeja reconstruir Margrave e Reacher diz a ela que ela deve concorrer a prefeito, enquanto Finlay decide voltar para Boston e começar de novo. Depois de enterrar a medalha onde Joe morreu, Reacher calmamente sai de Margrave e estende o polegar para um passeio. |                                                      |                 |                 |                        |

## Produção

### Desenvolvimento
Em 15 de julho de 2019, uma adaptação para série televisiva de  Jack Reacher foi anunciada pela Amazon. Nick Santora, que criou Scorpion e Prison Break, estava pronto para escrever e produzir a série através da Paramount Television e da Skydance Media.  Em 14 de janeiro de 2020, a série de TV ganhou forma, com Don Granger, Scott Sullivan, David Ellison, Dana Goldberg, Marcy Ross e Christopher McQuarrie como produtores executivos juntamente com Child.
A primeira temporada foi anunciada como uma adaptação do romance de Child Dinheiro Sujo.  Em 2021, foi anunciado que M. J. Bassett havia se juntado à série como diretor.  Na adaptação os escritores decidiram que eles precisariam fazer Reacher verbalizar seus pensamentos com mais frequência, mas que eles manteriam seu diálogo curto e direto e apenas para falar com as pessoas que ele respeita. Eles também decidiram introduzir Neagley na série muito mais cedo do que nos livros. Também, os roteiristas buscaram manter a brutalidade dos livros na obra televisa, escolha que agradou ao escritor das obras literárias.

### Filmagens
Uma cidade cenográfica foi construída no norte de Pickering, Ontário, para as filmagens da série. Toda a cidade fictícia de Margrave foi construída do zero em um campo de uma fazenda alugada em Ontário. Outras áreas de filmagem incluem Toronto, Port Perry e Pickering.
As principais filmagens da primeira temporada ocorreram entre 15 de abril e 30 de julho de 2021. Durante as gravações, o ator protagonista Ritchson rompeu a junta acromioclavicular do ombro e precisou de cirurgia, também rasgou um músculo oblíquo durante uma cena de luta.

## Recepção
O site agregador de críticas Rotten Tomatoes obteve uma taxa de 90% de aprovação com uma avaliação média de 7,30/10, com base em 63 avaliações da crítica. O consenso dos críticos do site diz: "Reacher captura a maior parte da marca registrada de seu herói titulo, [...] os fãs dos romances encontrarão muito para amar nessa adaptação fiel." 
Já o Metacritic, que usa uma média ponderada, atribuiu uma pontuação de 68 de 100 com base em 18 críticas, indicando "críticas geralmente favoráveis".
Rafael Braz, de A Gazeta, disse que "apesar de parecer ultrapassada em alguns momentos, Reacher é eficiente no que se propõe a fazer [...]. O lado policial da série, no entanto, é apenas razoável [...]. Assim como nos livros, a série é superficial ao tratar, por exemplo, do peso das decisões dos personagens".
Denis Le Senechal Klimiuc, do Cinema Com Rapadura, avaliou positivamente a série. Além de elogiar a pefromace de Alan Ritchson, afirmou que "Reacher é uma grata surpresa aos fãs de ação, que buscam por algo de qualidade, e que também possa oferecer entretenimento inteligente".
Lucy Mangan, do The Guardian, deu à série 4 estrelas de 5 afirmando que: "esta adaptação de Lee Child é extremamente divertida, repleta de socos e muito melhor do que os filmes de Cruise." Michael Hogan do The Telegraph também avaliou com 4 estrelas, dizendo que: "Reacher é enorme, divertido e muito mais elegante do que você poderia esperar."
Joshua Alston, da Variety, escreveu na crítica que, embora aprove o desempenho de Ritchson, critica os fundamentos do personagem como inadequados para carregar esse tipo de série dizendo que "quanto mais tempo ele corre, mais óbvio seu vazio em forma de protagonista se torna".
Dan Fienberg, do The Hollywood Reporter, chamou a série de "frustrantemente super fiel ao material de origem. Eu não me importaria de outra temporada, mas provavelmente ainda prefiro ler outro livro".
A audiência da série conseguiu grandes feitos no Prime Video. Mesmo dias após o lançamento, a produção conseguiu atrair cada vez mais público. De acordo com uma avaliação feita pela Flix Patrol, que analisa o número de exibições de produções cinematográficas nas plataformas de streaming, a série foi o conteúdo mais visto da Amazon, mesmo 7 dias após o lançamento.
Em apenas 3 dias, a série bateu recorde sendo a produção da Amazon Studios com a maior audiência de estreia. De acordo com dados fornecidos pela Nielsen, a primeira temporada teve 1,84 bilhão de minutos visualizados pelos espectadores norte-americanos. O recordista anterior, ‘A Roda do Tempo‘ havia conseguido 1,16 bilhão de minutos em uma semana completa de exibição.